# Bharatoliaphilus punjabensis
Bharatoliaphilus punjabensis (лат.) — вид простигматных клещей, единственный в составе рода Bharatoliaphilus из семейства Pterygosomatidae (или Anystoidea; инфраотряд или когорта Anystina'). Южная Азия (северная Индия, штат Пенджаб). Паразиты птиц.

## Описание
Клещи микроскопического размера. Длина самки 0,715 мм, ширина 0,270 мм. Тело узкое с сильно вытянутой суженной сзади опистосомой (это отличает этот вид от всех других представителей Pterygosomatidae, обладающих округлошироким телом). На идиосоме 10 пар дорсальных щетинок. Выход для гениталий расположен над анальным отверстием в конце опистосомы. Аногенитальная область с 6 парами щетинок. Лапки с парой коготков, на каждом коготке по две крупные щетинки. Тазики собраны парами с каждого бока. На тазиках первых трёх пар ног расположены по 2 щетинки. На тазиках 4-й пары ног щетинки отсутствуют. Особенности хетотаксии дорсальной и вентральной стороны тела сходны с таковыми у родов Pimeliaphilus Trägårdh, 1905 и Hirstiella Berlese, 1920. Однако, оба эти рода не связаны с птицами: первый паразитирует на членистоногих, а второй — на ящерицах. В одном из последних исследований эта вытянутая опистосома рассматривается в качестве предполагаемого яйцеклада.
Паразит кольчатой горлицы (Streptopelia decaocto). Единственный экземпляр вида (голотип) был собран в 1974 году путём расчесывания перьев только что убитой птицы, которую обнаружили на поле сельскохозяйственной фермы в Индии. Впервые описан в 1975 году индийским акарологом Викрамом Прасадом.
Впоследствии, несмотря на интенсивные поиски, этот клещ почти полвека так и не был найден. В 2008 году от имени Фонда развития акарологии (Acarology Development Foundation) была обещана награда в 800 долларов за поимку этого редкого вида с уникальными признаками строения. В 2009 году эта сумма была увеличена до 1000 долларов. В 2010 году по северу Индии прошла команда международной акарологической экспедиции, не принесшая, однако, успеха.